# Kortstjärtad akalat
Kortstjärtad akalat (Sheppardia poensis) är en fågelart i familjen flugsnappare inom ordningen tättingar.

## Utseende och läte
Kortstjärtad akalat är en liten och relativt enfärgad rödhakeliknande fågel i brunt och orange. Stjärten är enfärgat rostbrun och ansiktet mestadels orangefärgat, med svartaktigt eller olivbrun hjässa. Den är mycket lik låglandsakalat, men har mer orange i ansiktet, mer vitt på buken och ses på högre höjd. Den liknar även vitbukig snårskvätta och gråvingad akalat, men skiljs från den förra genom enfärgad stjärt och från den senare genom avsaknad av tydligt vitt ögonbrynsstreck.  Sången består av en dämpad serie med ett antal sorgsamma låga visslingar.

## Utbredning och systematik
Fågeln förekommer lokalt i bergstrakter i Centralafrika och delas in i fem underarter med följande utbredning:
- Sheppardia poensis granti – sydöstra Nigeria och västra Kamerun (inklusive berget Kamerun)
- Sheppardia poensis poensis – Bioko
- Sheppardia poensis schoutedeni – västra sidan av Edwardsjön och söderut till Kivu i östra Demokratiska republiken Kongo
- Sheppardia poensis kaboboensis – berget Kabobo i östra Demokratiska republiken Kongo
- Sheppardia poensis kungwensis – bergen Kungwe och Mahale i västra Tanzania

Kortstjärtad akalat behandlades tidigare som en del av Sheppardia bocagei, men urskiljs allt oftare som egen art.

### Familjetillhörighet
Akalater liksom fåglar som rödhake, näktergalar, stenskvättor, rödstjärtar och buskskvättor behandlades tidigare som en trastar (Turdidae), men genetiska studier visar att den tillhör familjen flugsnappare (Muscicapidae).

## Levnadssätt
Kortstjärtad akalat hittas i bergsskogar på medelhög till hög höjd. Där ses den i undervegetationen.

## Status och hot
Arten har ett stort utbredningsområde, men tros minska i antal, dock inte tillräckligt kraftigt för att den ska betraktas som hotad. Internationella naturvårdsunionen IUCN listar arten som livskraftig (LC).